# Klíčava
Die Klíčava (deutsch Klitschawa, auch Kličawa) ist ein linker Nebenfluss der Berounka in Tschechien.

## Verlauf
Die Klíčava entspringt bei der Einschicht Třtická Lísa im Hügelland Džbán in einer Höhe von 450 m. ü. M. zwischen dem Malý Louštín (526 m. ü. M.) und dem Žalý (526 m. ü. M.). Auf seinem zunächst in südöstliche Richtung führenden Lauf fließt der Bach südlich an Nové Strašecí und Šibeňák vorbei, wo er in einer Kaskade von drei Teichen gestaut wird. Bei Ruda wendet sich der Bach nach Süden und fließt mäandrierend durch den Pürglitzer Wald, an seinem Lauf liegen Pilská, Zajíčkovna, Brejl, Píně und Klíčava. Zwischen Brejl und der Staumauer der Talsperre Klíčava durchquert der Bach dabei die Lánská obora (Laner Tiergarten). Bei Píně sind Reste der Pferdebahn Prag–Lana erhalten, auf einem Sporn über dem Stausee liegen die Reste der Burg Jivno. In Zbečno mündet die Klíčava in die Berounka.
Westlich von Nové Strašecí wird der Bach von der Bahnstrecke Praha–Chomutov überbrückt.
Die Klíčava hat ein Einzugsgebiet von 87,13 km² und eine Flusslänge von 22,6 Kilometer. Seine durchschnittliche Wassermenge in der Mündung beträgt 0,5 m³/s. Der größte Zufluss ist der Lánský potok mit einer Länge von 7,7 km.

## Talsperre Klíčava
Zwischen 1949 und 1955 wurde östlich von Požáry im Laner Thiergarten die Talsperre angelegt, sie dient der Trinkwasserversorgung von Kladno und Umgebung.

## Zuflüsse
- První luh (r), bei Pilská
- Karlův luh (r), unterhalb von Pilská
- Piňský potok (l), bei Brejl
- Brejský potok (r), bei Brejl
- Tapinkův loužek (l), unterhalb von Brejl
- Jelení luh (l), unterhalb von Brejl
- Tmavý loužek (l), oberhalb der Vorsperre Klíčava
- Turkův luh (r), im Stausee Klíčava
- Lánský potok (l), im Stausee Klíčava
- Kovářův luh (l), bei Novina

## Teiche und Stauseen
- Novostrašecký rybník, Nový II und Podhorní rybník bei Nové Strašecí
- Pilský rybník bei Pilská
- Vorsperre Klíčava bei Pařeziny
- Talsperre Klíčava bei Klíčava

## Landschafts- und Naturschutz
Bei Nové Strašecí sind zwei Sumpfgebiete als Naturreservate geschützt, PR Na Novém rybníce liegt am Novostrašecký rybník und PR Podhůrka am Podhorní rybník.
Unterhalb von Ruda fließt der Bach den größten Teil eines Laufes durch das Landschaftsschutzgebiet Křivoklátsko. Zwischen Pilská und Zajíčkovna wird der Bachlauf als Naturdenkmal Údolí Klíčavy geschützt. Rechtsseitig der Vorsperre Klíčava befindet sich im Tal das Naturreservat Svatá Alžběta.